# U-Bahnhof Hauptbahnhof (Kassel)

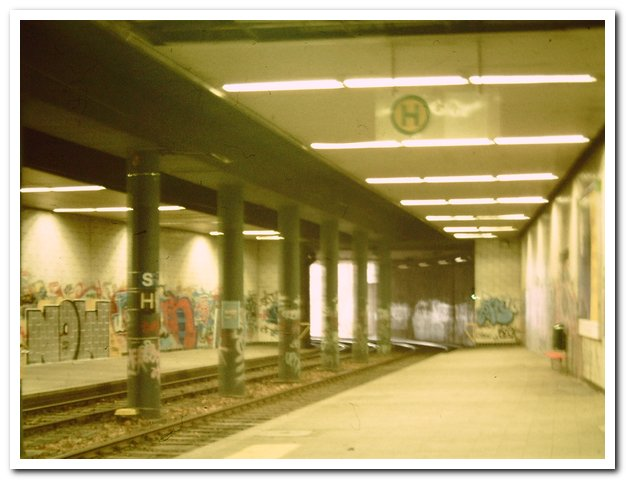
Die Haltestelle im Jahr 2000

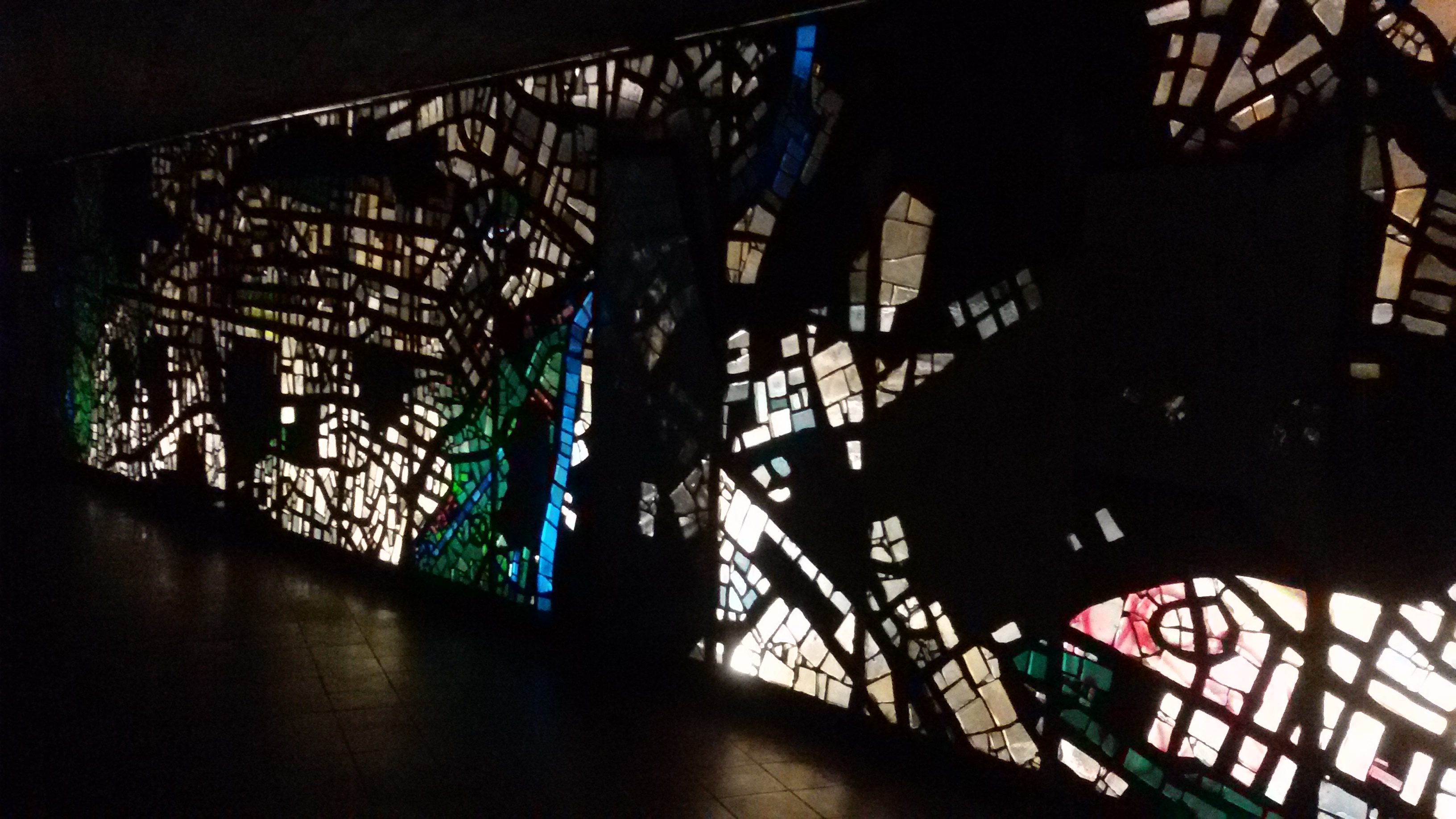
Das Glasmosaik von Dieter von Andrian stellt einen Teil des Stadtplans von Kassel dar. Deutlich zu erkennen ist die durch das ganze Kunstwerk verlaufende Wilhelmshöher Allee sowie die Karlsaue (grünes Glas in der Mitte).

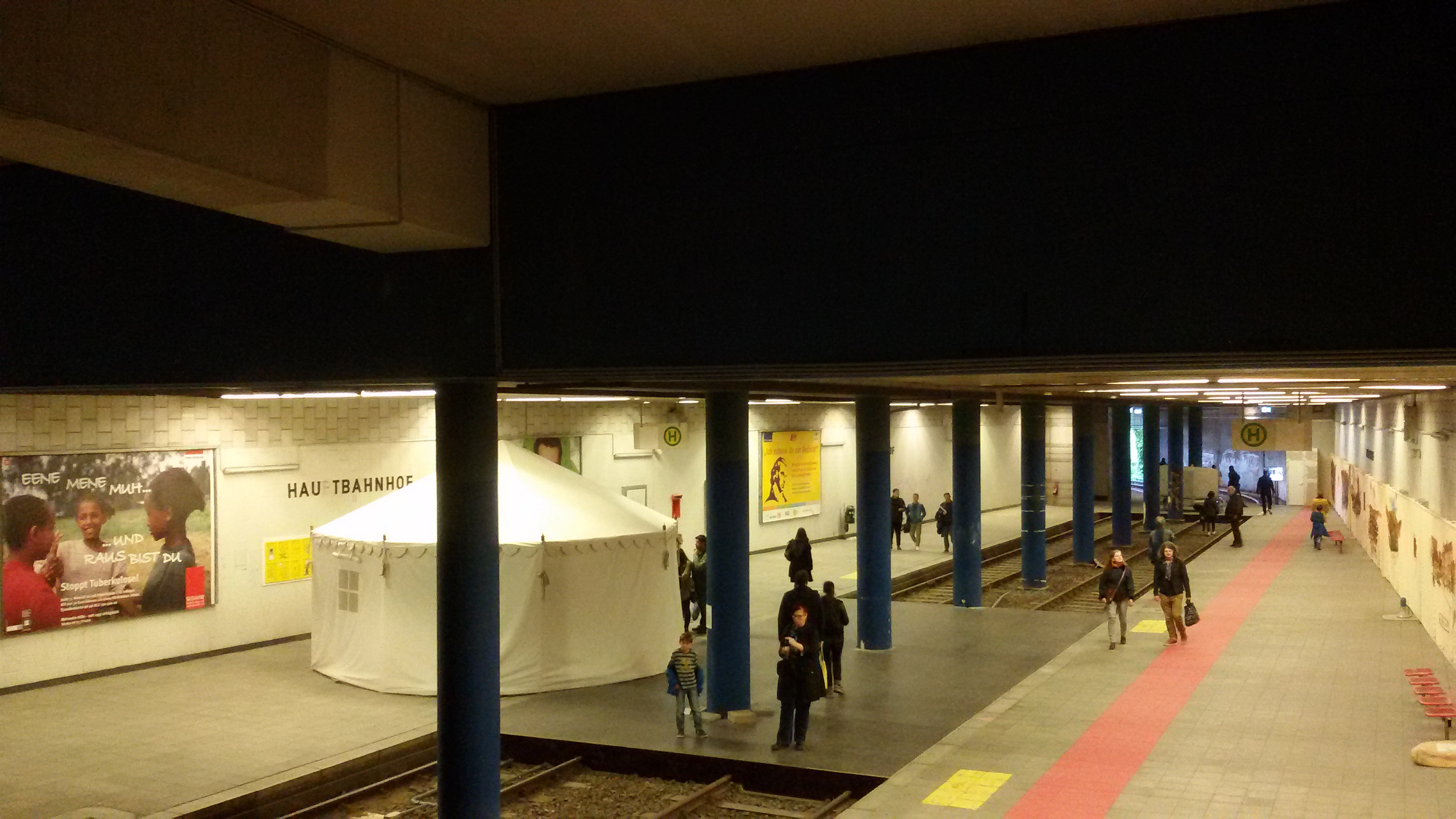
Blick in die ehemalige unterirdische Tunnelstation der Straßenbahn Kassel unter dem Vorplatz des Kasseler Hauptbahnhofs während der letzten Nutzung als Ausstellungsfläche von der documenta 14 (September 2017)

Der U-Bahnhof Hauptbahnhof in der nordhessischen Stadt Kassel war eine unterirdische Station der Straßenbahn Kassel unter dem Vorplatz des Kasseler Hauptbahnhofs, die von 1968 bis 2005 in Betrieb war. Ergänzt wurde das Bauwerk um zwei Tunnelabschnitte, welche im Osten ebenerdig und im Südwesten über eine Rampe den Anschluss an das ansonsten durchweg oberirdische Netz herstellten.

## Vorgeschichte
Der Hauptbahnhof Kassel war bis zum Ausbau des Bahnhofs Kassel-Wilhelmshöhe zum Fernbahnhof der wichtigste Bahnhof der Stadt. Spätestens seit der wachsenden Motorisierung in den 1950er Jahren war der Vorplatz verkehrstechnisch überlastet sowie mit einem Pavillon zugestellt. Ein Straßenbahnknotenpunkt durchschnitt den Weg der Fußgänger in Richtung der neuen Treppenstraße ins Stadtzentrum. In den 1960er Jahren konkretisieren sich deutschlandweit die Planungen von Stadtbahnen und der Verlegung von Straßenbahnen in den Untergrund.
Der nördliche Teil des Kasseler Zentrums um den Scheidemannplatz, das Umfeld des Hauptbahnhofs und der Vorbau des Bahnhofs selbst waren Gegenstand einer städtebaulichen Neugestaltung im Stil der Wirtschaftswunderarchitektur und im Sinne einer autogerechten Stadt.

## Geschichte

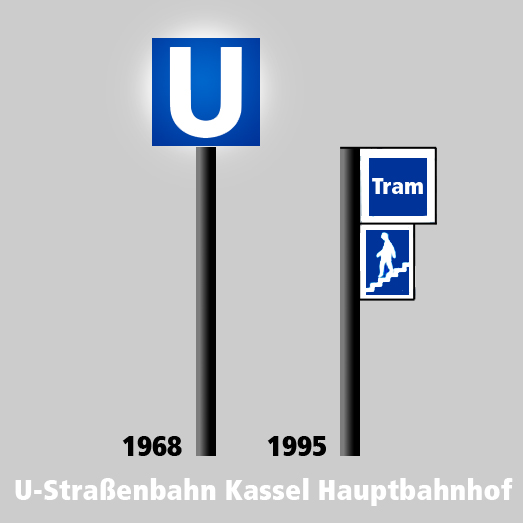
Ursprüngliche und spätere Ausschilderung der Eingänge

Mit einem Budget von acht Millionen DM entstand ab 1966 ein umfangreiches zweigeschossiges unterirdisches Bauwerk. Begleitend wurde auch die Wendeschleife an der Ottostraße gebaut.
Ziel war es, die Verkehrsprobleme durch „Entflechtung der Verkehrsströme“ zu lösen. Am 1. Februar 1968 wurde das neue Bauwerk eingeweiht, drei Monate vor der 4. documenta. Zugänge gab es am Bahnhofsvorplatz und an den Bürgersteigen mit Rolltreppen und Treppen, ausgeschildert war der Zugang mit einem U und von Bahnhofsseite mit dem Hinweis „Zur Stadt und zur Straßenbahn“. Die B-Ebene bot eine Unterführung mit Ladenpassage, die C-Ebene die unterirdische Station mit zwei Außenbahnsteigen, erschlossen ebenfalls über Rolltreppen. Die Bahnsteige waren in Dunkelblau-Weiß gehalten. Die Straßenbahnen erreichten die Station durch je eine Ein- und Ausfahrt nordöstlich des Bahnhofs und etwas südlich von diesem nahe der Treppenstraße. Zeitweise konnten modernere Straßenbahnen die Tunnelstrecke nicht befahren, was mit einem Austausch der Gleise 1977 behoben wurde.
Bis Mitte der 1980er Jahre war die Strecke über den Hauptbahnhof als zweite Hauptachse neben der Königsstraße integraler Bestandteil des Kasseler Straßenbahnnetzes und wurde immer von mindestens drei Linien befahren. Zwischen 1985 und 1991 verlegte die KVG dann immer mehr Linien vom Hauptbahnhof weg in die Königsstraße, sodass der Ast über den Hauptbahnhof geschwächt wurde. Zuletzt fuhr dort nur noch die Linie 7. Ab dem 29. Mai 1991 wurde der Fernverkehr durch den Bahnhof Kassel-Wilhelmshöhe geleitet, und der bisherige Hauptbahnhof verlor einen Großteil seines Verkehrsaufkommens. Dadurch und durch den zusätzlichen Bedeutungsverlust im innerstädtischen Straßenbahnverkehr begann der Tunnel in den 1990er Jahren immer mehr ins Abseits zu geraten und zu verwahrlosen. 1997 wurden schließlich die Rolltreppen vom Bahnhofsvorplatz in das unterirdische Bauwerk stillgelegt und durch einen Querbalken versperrt (später auch zu den Bahnsteigen). Es standen somit nur die Treppen zur Verfügung.

## Stilllegung der Station
2001 wurde die RegioTram eingeführt, welche die Stadt Kassel über das Netz der Deutschen Bahn mit dem Umland verband. Deren Züge konnten aber wegen einer fehlenden Verbindung zwischen Fernbahn- und Straßenbahnnetz nur bis zum Hauptbahnhof fahren. Für die beabsichtigte Einfädelung in das Straßenbahnnetz wurden verschiedene Varianten geprüft. Statt des auch diskutierten Teilabrisses des Bahnhofsgebäudes sollte eine unterirdische Verknüpfung realisiert werden. Zu diesem Zweck wurden einige Bahnsteiggleise des Bahnhofs in eine Neigung verlegt, unter dem Kopfbau des Empfangsgebäudes durchgeführt und mit der Südrampe der U-Straßenbahn verbunden. Die übrigen Teile der U-Straßenbahn mit der Tunnelstation waren somit abgeschnitten und für den Bahnbetrieb nicht mehr nutzbar. Eine Nachnutzung war nicht Gegenstand der Planung.
Am 28. März 2005 fuhr der letzte Straßenbahnzug durch den Tunnel, anschließend begannen die Umbauarbeiten und alle Zugänge zum Bauwerk wurden verschlossen. Die Straßenbahnzüge verkehren seitdem zwischen Scheidemannplatz und Lutherplatz über eine neue Strecke entlang der Rudolf-Schwander-Straße. Am 19. August 2007 wurde der 170 Meter lange Tunnel der RegioTram in Betrieb genommen. Die aufgegebene Tunnelstation wurde zur Abstellung ausgemusterter oder für eine museale Erhaltung vorgesehene Straßenbahnwagen und anderer kommunaler Gegenstände genutzt. Aufgrund ausbleibender Unterhaltung ist mit zukünftigen hohen Folgekosten zu rechnen. Sollte das Bauwerk einsturzgefährdet sein, wird eine vollständige Verfüllung mit Beton in Erwägung gezogen. Die Tunnelstation und die B-Ebene standen für Dreharbeiten von Filmen zur Verfügung. Am 23. Oktober 2014 wurden die Museumswagen abtransportiert und danach die Fahrleitung abgebaut sowie die Weichen in der Wendeschleife Ottostraße blockiert. Mittlerweile wurden die Eingänge vom Bahnhofsvorplatz und der gegenüberliegenden Straßenseite vollständig verschlossen und asphaltiert.
Im Bauwerk befand sich ein 14 Meter langes Glasmosaik von Dieter von Andrian, früher hinterleuchtet, das in Teilen durch Vandalismus zerstört wurde. Aus Kostengründen sowie rechtlichen Problemen war die Zukunft des Kunstwerks lange Zeit ungewiss. Am 17. Dezember 2019 wurde es restauriert am neuen Standort in der Friedrich-Ebert-Straße enthüllt.
Die documenta 14 nutzte den alten Bahnhof als Ausstellungsraum. Der Zugang erfolgte über eine Treppe auf dem Bahnhofsvorplatz, die mit einem Baucontainer abgedeckt war. Das Glasmosaik war in die Ausstellung eingebunden. Der Ausgang führte ebenerdig aus dem nördlichen Tunnelportal und über eine Treppe von der Wendeschleife Ottostraße wieder zum Bahnhofsvorplatz zurück.

## Bauliche Spuren heute

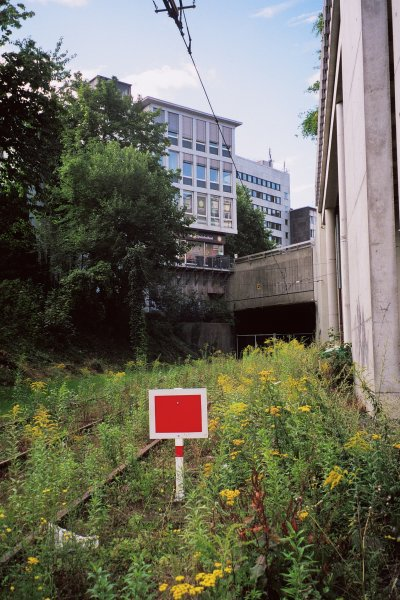
Nordöstliche Einfahrt in das Bauwerk vor dem Abbau der Fahrleitung
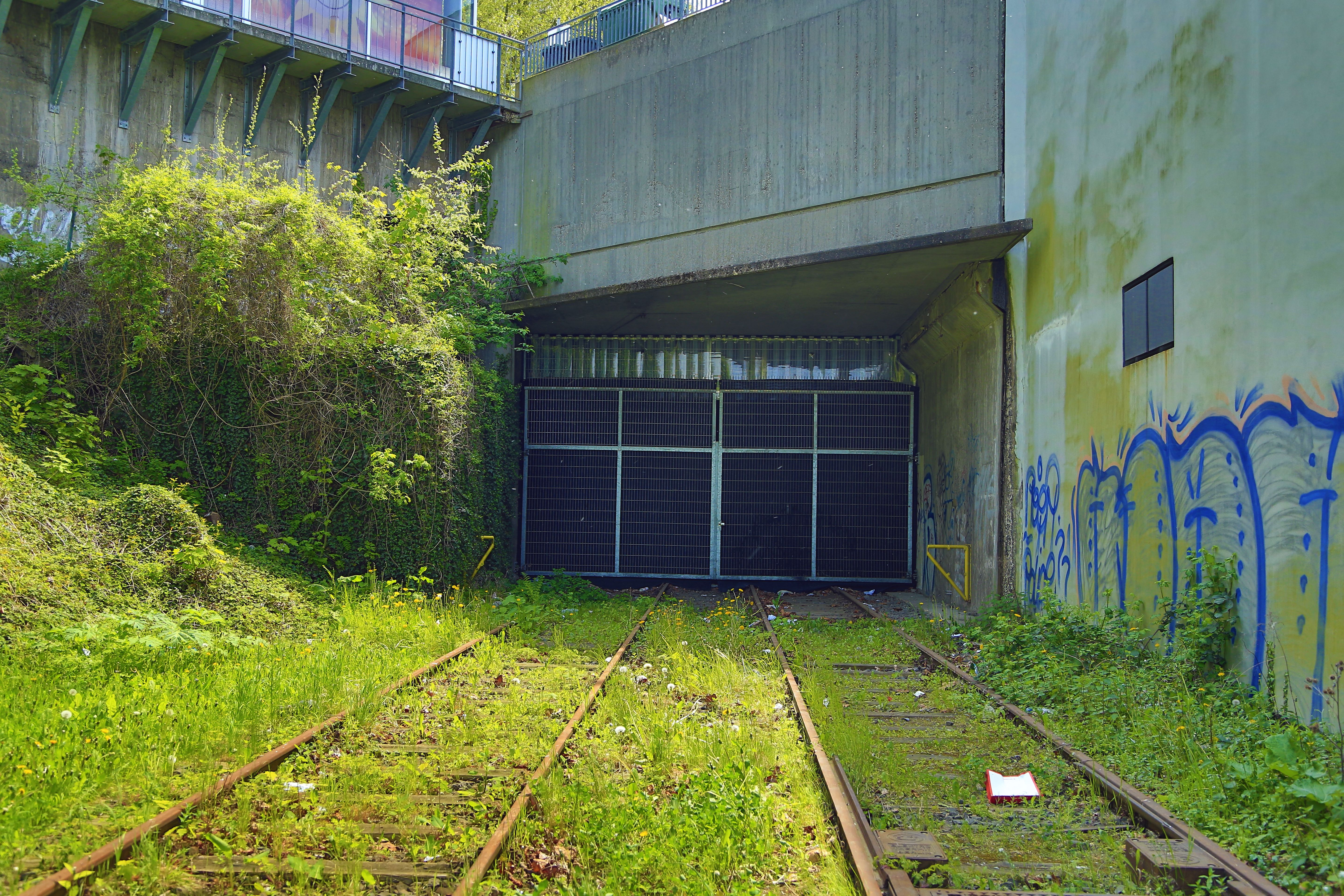
Tunnelportal Nord im Mai 2016
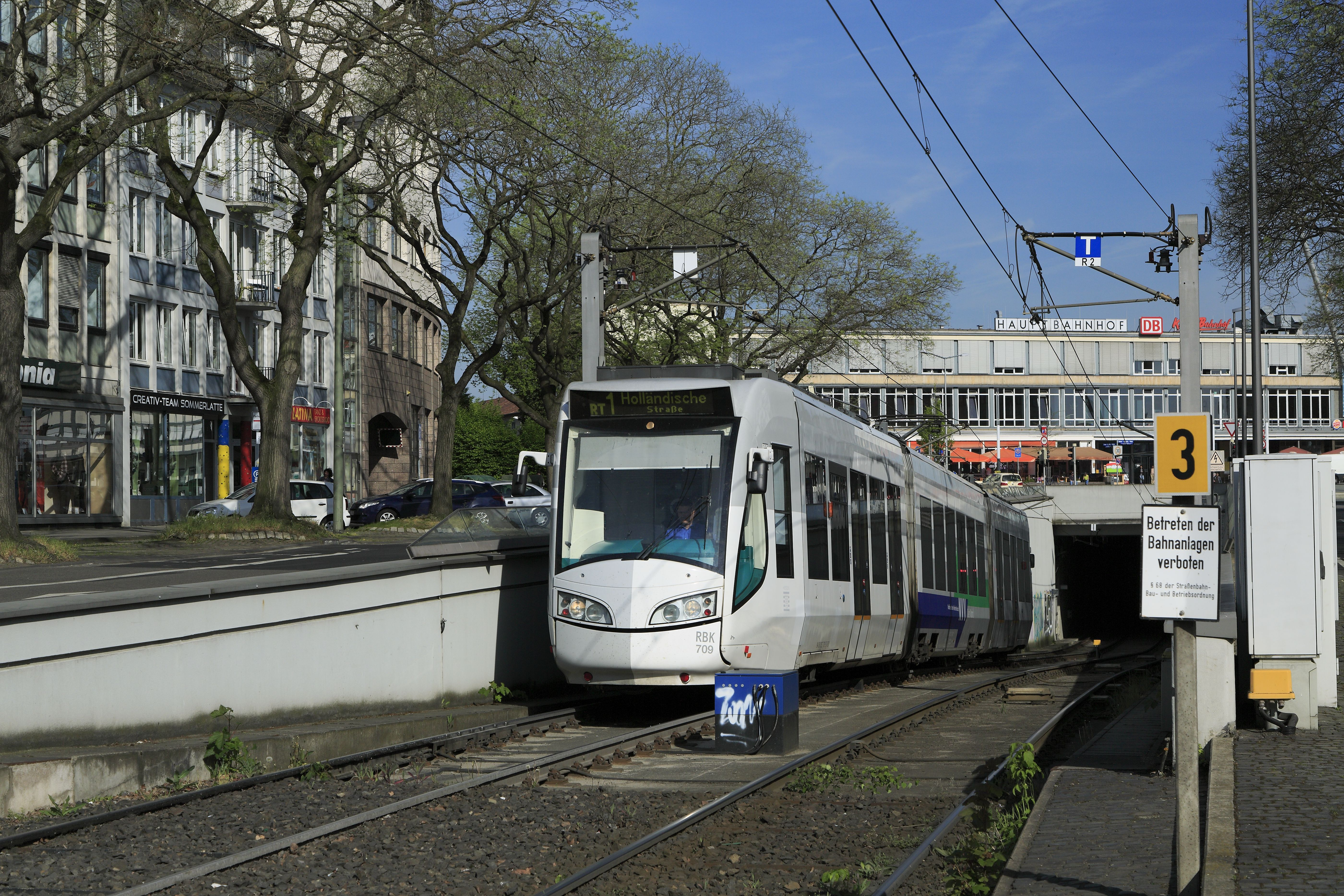
Die heutige Ostrampe in der Kurfürstenstraße im Betrieb der RegioTram
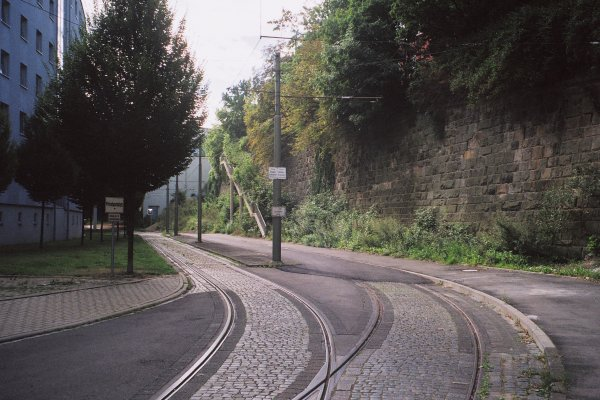
Wendeschleife Ottostraße